# マガジャネス大学
マガジャネス大学（まがじゃねすだいがく、Universidad de Magallanes UMAG）は、チリ南部プンタ・アレーナスに本部にある大学。

## 概要
1961年にチリ国立工業大学プンタ・アレーナス校が、現在のマガジャネス大学の本部敷地に実現したのが、前身である。1981年に総合大学『マガジャネス大学』として発足する。
四学部ある。医学部はないが衛生学専攻のある人間科学部がある。
四つの分校があり、合計3000人の学生が在学している。なお、分校の一つは、世界最南端の町のプエルト・ウィリアムズにある。世界最南端の大学キャンパスを持つ大学であり、南緯50度以南にある数少ない大学のひとつである。

## 分校所在地
- プンタ・アレーナス
- プエルト・ナターレス（Puerto Natales）
- ポルベニール
- プエルト・ウィリアムズ

## 学部
- 工学部（Facultad de Ingenieria）
- 理学部（Facultad de Ciencias）
- 人文・社会科学・健康学部（Facultad de Humanidades, Ciencias Sociales y de la Salud）
- 経法学部（Facultad de Ciencias Económicas y Jurídicas）

地理座標系= 南緯53度08分10.12秒 西経70度52分49.04秒 / 南緯53.1361444度 西経70.8802889度座標: 南緯53度08分10.12秒 西経70度52分49.04秒 / 南緯53.1361444度 西経70.8802889度